# アンドレス・ダレッサンドロ
アンドレス・ニコラス・ダレッサンドロ（Andrés Nicolás D'Alessandro, 1981年4月15日 - ）は、アルゼンチン・ブエノスアイレス出身の元サッカー選手。元アルゼンチン代表。現役時代のポジションはミッドフィールダー。

## 経歴

### クラブ
1998年にCAリーベル・プレートでデビューし、2003年にはリーベル史上最高額の900万ユーロの移籍金でドイツのVfLヴォルフスブルクに移籍した。2005年9月21日のハノーファー96戦でヴォルフスブルクの通算4000点目を決めた。ブンデスリーガでは61試合に出場して8得点18アシストを挙げたものの、チームプレーを重視するクラウス・アウゲンターラー監督の方針と合わず、2006年1月、イングランドのポーツマスFCにレンタル移籍した。4月17日、イースターマンデーに行われたチャールトン・アスレティックFC戦で初得点した。6月17日、スペインのレアル・サラゴサにレンタル移籍した。2007年6月にはサラゴサに完全移籍した。2008年、リーベル時代の恩師ラモン・ディアス率いるCAサン・ロレンソ・デ・アルマグロにレンタル移籍した。しかしディアスがサン・ロレンソを離れると、自身はブラジルのSCインテルナシオナウに移籍した。
2009年7月14日、コパ・ド・ブラジル決勝のSCコリンチャンス・パウリスタ戦で相手DFウイリアムに襲い掛かって乱闘騒ぎを起こす引き金となり、13試合の出場停止処分が下された。
2009-10シーズンは安定した活躍でクラブをコパ・リベルタドーレス優勝へ導いた。FIFAクラブワールドカップ2010では準決勝でTPマゼンベに敗れたものの、翌年1月11日にダレッサンドロは南米年間最優秀選手に選出された。
2016年2月4日、リーベルへローンで復帰することが発表された。同年末までプレーし、レギュラーとしてタイトル獲得に貢献した。
2020年9月18日、ブラジルの市民権を獲得したことが公表された。

### 代表
2001年、追加招集という形でU-20アルゼンチン代表に選ばれ、地元開催となったFIFAワールドユース選手権では優勝メンバーとなった。この大会での活躍により一時はACミラン、インテル・ミラノ、ユヴェントスFCのイタリア3強やマンチェスター・ユナイテッドFCといった強豪が獲得を打診した。2003年にはフル代表デビューも果たし、2004年のコパ・アメリカ準優勝メンバーにも名を連ねた。さらにはアテネオリンピックで金メダルを取ったチームにも彼の名前があった。2006 FIFAワールドカップではケガもあり満足なアピールができずメンバーから漏れてしまった。2010 FIFAワールドカップでは予選での出場はなく、前述のクラブでの乱闘騒ぎも影響してかメンバーから漏れるものの、セルヒオ・バティスタ体制になってからはコンスタントに招集されるようになっている。

## エピソード
- 2007年10月17日、練習試合で得点を挙げたダレッサンドロにパブロ・アイマールが言いがかりを付け、その後意見の食い違いから両者は激しく言い争った。チームメートが止めに入ったが、ダレッサンドロは試合後のストレッチには参加せずにロッカールームに引き上げた[8]。同月23日には、練習中に監督のビクトル・フェルナンデスに文句を言い、その結果チームの全体練習から外されて個別練習をするよう命じられた[9]。

## タイトル

### クラブ
リーベル・プレート
- プリメーラ・ディビシオン : 2000クラウスーラ, 2002クラウスーラ, 2003クラウスーラ
- レコパ・スダメリカーナ : 2016
- コパ・アルヘンティーナ : 2015-16

インテルナシオナウ
- コパ・スダメリカーナ : 2008
- カンピオナート・ガウショ : 2009, 2011, 2012, 2013, 2014, 2015
- コパ・リベルタドーレス : 2010
- レコパ・スダメリカーナ : 2011

ナシオナル
- スーペルコパ・ウルグアージャ : 2021

### 代表
U-20アルゼンチン代表
- FIFA U-20ワールドカップ : 2001

オリンピックアルゼンチン代表
- オリンピックサッカー : 2004 アテネ 金メダル

### 個人
- 南米年間最優秀選手賞 : 2010